# Poterne

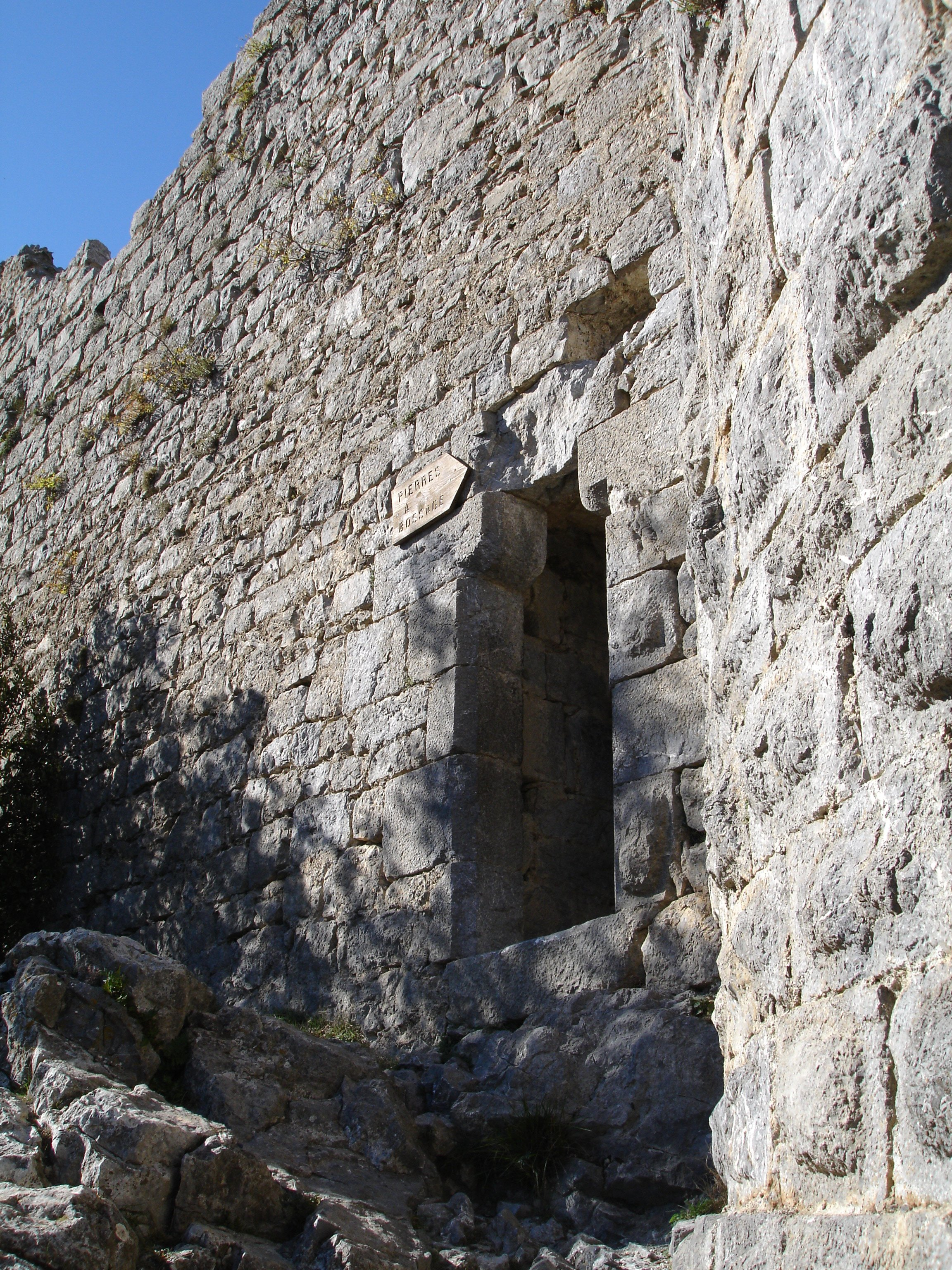
Zuidoostelijke poterne in het kasteel van Puilaurens

Een poterne is een overwelfde gang door een wal of muur in een fort of vesting. De term wordt ook gebruikt voor een secundaire poort in een stadsmuur of vestingwerk.

## De poterne als bomvrije gang

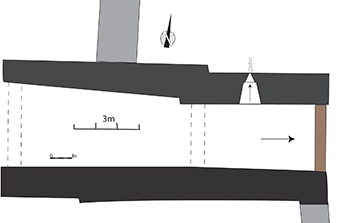
Plattegrond van een poterne, een overwelfde gang in kasteel Montcavrel

Als buiten de vesting nog werken lagen bouwde men door de hoofdwal heen een houten of gemetselde overwelfde gang of tunnel om verbinding te hebben met buiten. Deze poterne was groot genoeg om geschut door te voeren en kwam buiten in de natte of droge gracht uit. Van daar kon men te voet, al dan niet over een brug, of per boot verder naar het buiten de hoofdwal gelegen werk. Vaak waren deze poternes zeer degelijk uitgevoerd en waren intern extra kamers waarin wapentuig kon worden opgeslagen. Ze werden ook wel kazemat genoemd. Een poterne kon ook een interne verbinding met andere delen van de vesting zijn.

## De poterne als geheime poort

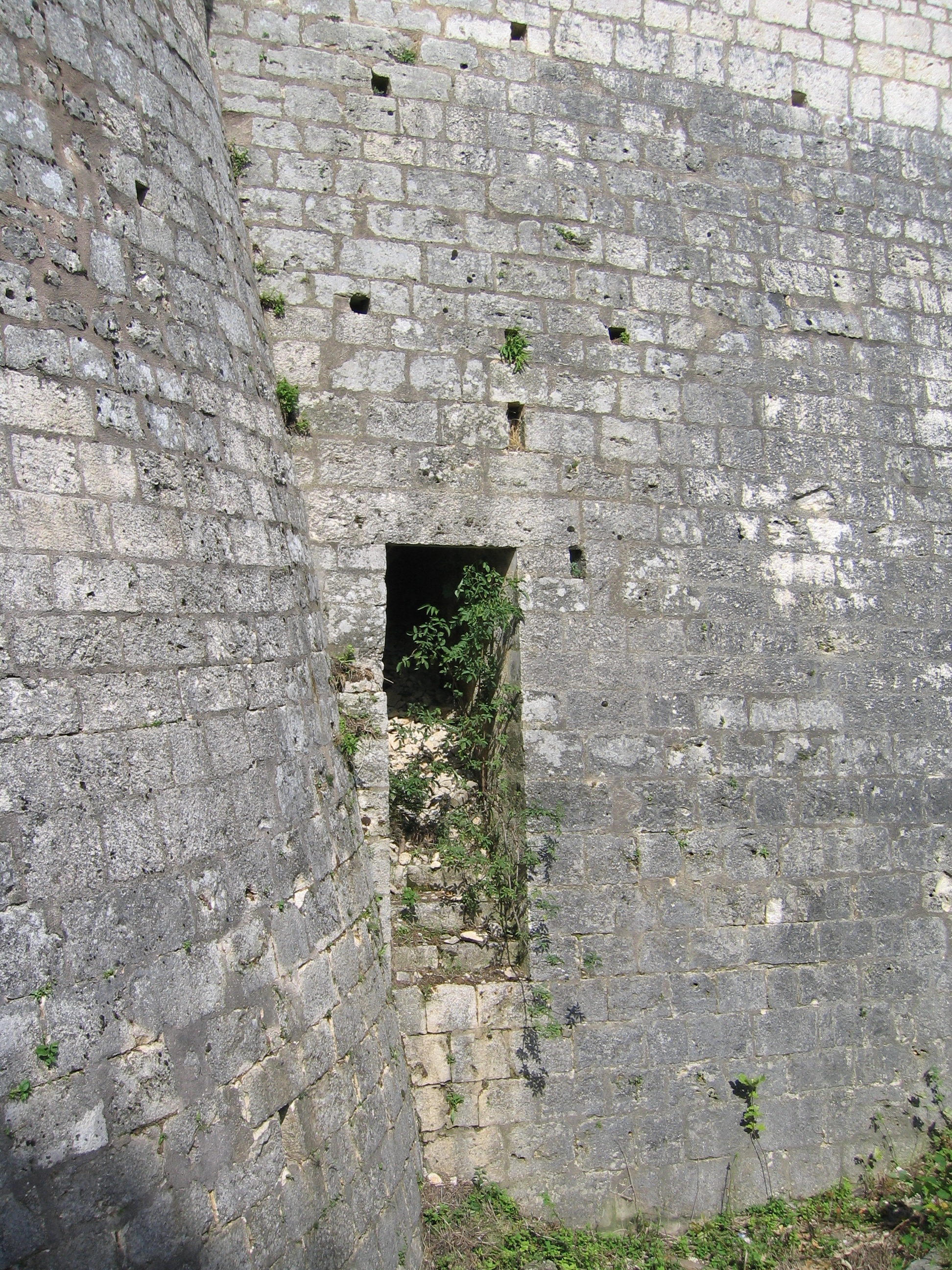
Poterne in de stadswal van het Franse Provins.

De poterne was een geheime toegangs- of uitvalspoort in een stadsmuur of muur van een kasteel. Poternes bevonden zich vaak op een verborgen locatie, zodat de bewoners of verdedigers onopvallend naar binnen of naar buiten konden gaan.
Bij een belegering konden verdedigers door een poterne een onverwachte uitval maken naar de belegeraars. Een dergelijke doorgang wordt ook aangeduid als sortie of, als hij groot genoeg is voor cavalerie, een 'royale sortie'.
In de vestingstad Maastricht wordt de term poterne vooral gebruikt in de betekenis van secundaire poort (zoals ook in Duitsland en Frankrijk gebruikelijk). De vestingdeskundige Louis Morreau telde in de eerste middeleeuwse stadsmuur alleen al op de linker Maasoever (zonder Wyck) twintig poternes, naast de veertien hoofdpoorten. In de tweede middeleeuwse stadsmuur waren dat er respectievelijk twaalf en vijf.